# Lada Čale Feldman
Lada Čale Feldman (Zagreb, 11. srpnja 1963.) hrvatska je teatrologinja.

## Životopis
Lada Čale Feldman (kći romanista Frana Čale) studirala je komparativnu književnost i francuski jezik i književnost na FFZG-u, na kojem je i diplomirala 1986., magistrirala 1990., a doktorirala 1994. filologiju, s temama iz teatrologije. 
Od 1991. suradnica je Instituta za etnologiju i folkloristiku, a honorarno je predavala na poslijediplomskim studijima FFZG-a, Akademiji dramskih umjetnosti i Centru za ženske studije u Zagrebu. Od 2005. kao redovita profesorica predaje teatrološke kolegije na Odsjeku za komparativnu književnost Filozofskog fakulteta u Zagrebu. 1999. – 2000. bila je predsjednica Hrvatskog semiotičkog društva.
Važnije knjige:
- Teatar u teatru u hrvatskom teatru (1997.)
- Euridikini osvrti, o rodnim izvedbama u teoriji, folkloru, književnosti i kazalištu (2001.)
- Femina ludens (2005.)
- U kanonu. Studije o dvojništvu (u suautorstvu s Moranom Čale) (2008.)

Godina 2021. uručena joj je Nagrada Marko Fotez za knjigu Onkraj pozornice.